# Регтайм
Регтайм, рэгтайм (англ. ragtime, происходит от rag — обрывок + time — время, темп, такт) — «пред-джазовый» жанр фортепианной американской музыки, оформившийся в последней четверти XIX века.
Был особенно популярен с 1900 по 1918 год. Это танцевальная форма, имеющая размер 2/4 или 4/4, в которой бас звучит на нечётных, а аккорды — на чётных долях такта, что придаёт звучанию типичный «маршевый» ритм; мелодическая линия сильно синкопированная. Многие регтаймовые композиции состоят из четырёх различных музыкальных тем.
Этот стиль повлиял на почти всех джазовых пианистов, которые появились после формирования этого жанра и именно из рэгтайма появился первый фортепианный джазовый стиль под названием «страйд-пиано».
Регтайм считается одним из предшественников джаза. Джаз унаследовал от регтайма ритмическую остроту, создаваемую несовпадением ритмически свободной, как бы «разорванной» мелодии. Некоторое время после Первой мировой войны регтайм вновь был моден как салонный танец. От него произошли и другие танцы, в том числе и фокстрот.
Своеобразие ритма этой формы очень широко используется в профессиональной музыке — сочинения Антонина Дворжака на американскую тему (симфония «Из Нового Света» и струнный «Американский квартет»), а также «Регтайм» (1918) Игоря Стравинского для одиннадцати инструментов.

## История регтайма
Наряду с блюзом, регтайм является важнейшим источником, из которого возник джаз. Как популярная народная музыкальная форма, он получил известность в США примерно с 1870-х. Именно тогда уже менестрели исполняли афроамериканский танец кейкуок под аккомпанемент банджо, гитары или мандолины с характерными для регтайма ритмическими рисунками: синкопированным ритмом и краткими неожиданными паузами на сильных долях такта. Эти особенности заложили основы зарождающегося нового интерпретационного стиля, так не похожего на традиционную европейскую технику, культивировавшуюся в музыкальных салонах того времени не только Старого, но и Нового Света. Выступления менестрельных групп, совершавших регулярные турне по США, сыграли важную роль в популяризации характерных для регтайма музыкальных приёмов, получивших вскоре широкое распространение в набирающем силу шоу-бизнесе Америки. Формирование регтайма как самостоятельного музыкального жанра происходило в тесной взаимосвязи афроамериканского музыкального фольклора, преимущественно в области специфических особенностей ритмики кейкуока, и важнейшими элементами европейской музыкальной культуры: композиционной техникой, западными приёмами гармонизации, общей структурой, близкой к танцевальным сюитам XVII—XVIII веков.
Родиной регтайма считается Средний Запад США, где активно работало большинство его главных творцов. Возникновение регтайма как самостоятельного музыкального течения обычно связывают с датой первого изданного рэга. В 1895 году Бен Харней издал в Луисвилле регтайм-пьесу собственного сочинения, называвшуюся «You’ve Been a Good Old Wagon». Благодаря ему уже через год регтайм стал очень популярным в Нью-Йорке. В январе 1897 года издаётся инструментальная регтайм-пьеса «Mississippi Rag» Уильяма Крелла. Однако негритянский инструментальный регтайм пробился на прилавки издателей только в конце 1897 года с композиций Тома Терпина «Harlem Rag». И наконец после издания маршей и вальсов собственного сочинения, в 1899 издал сборник своих регтаймов, называвшийся «Original Rags», и Скотт Джоплин, ставший самым знаменитым из мастеров этого жанра.
Несмотря на то, что вначале больше и чаще публиковались произведения белых регтайм-композиторов, чернокожие музыканты играли регтайм задолго до выступлений знаменитого оркестра Крелла и зарабатывали достаточно денег на чаевых, чтобы хорошо жить. Даже когда издатели начали принимать для публикации их живые, синкопированные пьесы, многие из чёрных композиторов редко продавали свои произведения, имея небольшую потребность в деньгах сверх чаевых, которые они получали на представлениях в барах или на эстраде.
Широкую популярность регтайм получил как исключительно фортепианный жанр. Однако не исключено, что в архаическом виде он существовал и как оркестровая форма. В пользу данного предположения говорит тот факт, что среди многочисленных духовых оркестров Нового Орлеана существовала заметная группа так называемых регтайм-бэндов, являвшихся, по сути, теми же джаз-бэндами, в репертуаре которых основное место занимали инструментальные пьесы, исполнявшиеся в стиле регтайма.
Началу нотных публикаций предшествовал период бесконечных вечерних сессий, когда пианисты и оркестры играли рэги за закрытыми дверьми — в частных домах или в барах после закрытия — где часто звучала самая сложная и неистовая музыка, исполнявшаяся просто для личного удовольствия артистов.
Как обычно происходит с музыкой, особенно полюбившейся публике, регтайм вышел за рамки своей первоначальной профессиональной сферы и породил ответвления, утратившие чистоту стиля, свойственную его «классическим» образцам. Мальчики-чистильщики сапог бренчали в промежутках между основным занятием на банджо и гитарах, воспроизводя мотивы и ритмы, неотделимые от регтайма. Посетители парикмахерских, коротая время в очереди к своему мастеру, тоже играли на банджо или гитаре, создавая невольно особую разновидность бытовой афроамериканской музыки. Термин «парикмахерская гармония» даже вошёл в музыковедческий лексикон. Духовые оркестры включали регтаймы в свой репертуар, придавая этому фортепианному жанру тяжеловесное «медное» звучание. Водевильные труппы приспосабливали его к своим инструментовкам. Композиторы-песенники стали выпускать вокальные произведения, основанные на ритмах и мелодиях регтайма. Разные «вольные» направления, в том числе оркестровые, дополнительно усиливали воздействие нового строя музыкального мышления на массовую психологию. Когда в начале XX века мир отметил рождение американской музыки, регтайм стал её первой художественной «школой».
Как любой другой музыкальный стиль, регтайм имел свои корни во многих предшествующих областях музыки. Но даже после того, как регтайм развился в узнаваемый стиль, издатели очень часто опасаясь синкопированных ритмов, боялись продавать подобные произведения, следуя итальянскому значению синкопы, (alla zoppa) (прихрамывание), а не английскому разговорному «движущиеся ноты». Но несмотря на это, синкопированные ноты привели к настолько неистовому росту продаж музыкальной продукции регтайма, что издатели, чтобы поощрить продажу, стали маркировать этим названием даже несинкопированную музыку.
Музыкальные корни регтайма привязаны к жизни тростниковых плантаций. Одной из популярных форм развлечения там был кейкуок. Кейкуок имеет свою типично американскую историю, идущую ещё из времен рабства, когда по праздникам на плантациях хозяева устраивали для своих рабов развлечения. Разодетые в костюмы слуг чернокожие пары соревновались между собой в исполнении особых движений, напоминавших услужливого, согнувшегося в три погибели, но неловкого лакея, подающего хозяевам пирог. Это должно было выглядеть как пародия на самих себя. Победители получали в подарок праздничный пирог. Элементы этих движений позднее перешли в городской бытовой танец «кейкуок» («проход с пирогом»), который означал многое и для развития более поздних эстрадных танцев. А музыкальной основой для него служил ранний регтайм. От кейкуока в конечном счёте вёл путь к водевилю и, далее в Европу. В последние годы XIX столетия кейкуок, отделившийся от менестрельной эстрады, стал властной модой и с Американского континента перекочевал в Старый Свет, распространившись в виде салонного танца в Европе с новым для неё полиритмическим мышлением. Непосредственно в хореографии кейкуок также наметил новые пути. Он дал жизнь ряду танцев, вытеснивших из культурного обихода польку, кадриль, контраданс и другие популярные до него танцы в европейской среде. Эти танцы — гриззли-бэр (Grizzli Bear), банни-хаг (Bunny Hug), тексас томми (Texas Tommy), тарки-трот (Turkey Trot) и др. отличались особой двудольностью, неотделимой от кейкуока, и его характерным эффектом «качания». Их эволюция завершилась всем известными тустепом (two step) и фокстротом (fox-trot), завоевавшим широчайшую популярность во всем мире и сохранявшимся в бытовом танцевальном репертуаре на протяжении многих лет. Первоначальный же период их расцвета совпадает по времени с кульминацией популярности регтайма и началом «джазовой эпохи».
В годы, предшествовавшие публикациям регтаймов, к миру белого искусства пробивалась и другая форма развлечения, являвшаяся продуктом негритянской культуры: coon songs. Словом coon (енот) в то время пренебрежительно называли чернокожих. В музыкальном смысле coon songs — это особая, напористая и хрипловатая манера пения, которая перешла в дальнейшем к блюзовым и джазовым вокалистам. Эти темпераментные песни сопровождались возгласами и криками, настолько интенсивными и творческими, насколько это было возможно. Подобно соревнованиям в кейкуоке, исполнители coon songs также соревновались, но только в силе крика.
Ритмы, которые были частью музыкального наследия, принесённого из Африки, присутствовали в кейкуоке, coon songs, и музыке «jig bands». В конечном счёте этот симбиоз и превратился в регтайм. Музыка, оживляемая контрапунктными ритмами, обычными для африканских танцев, была яркой, восторженной, часто импровизационной.
Скотт Джоплин и другие чернокожие сочинители регтаймов были знакомы с этим музыкальным наследием, но кроме этого в годы учёбы они получили знания из области музыкальной теории и познакомились с европейской и американской музыкальной классикой от Иоганна Себастьяна Баха и до Готтшалка. Это ознаменовало следующую ветвь слияния африканских элементов с регтаймом, поскольку Готтшалк включал африканские, карибские и креольские ритмы и мелодии во многие из своих работ. Многие из коллег Джоплина мечтали о том, что афроамериканский музыкальный язык со временем сравнится в своём величии с лучшими образцами европейского музыкального наследия. Скотт Джоплин даже пробовал себя в опере, сочинённой в регтаймовом стиле.
Одним из основоположников концертного, или «классического», регтайма считается негритянский композитор и пианист Том Терпин, который одним из первых оригинально объединил менестрельный кейкуок, деревенскую польку, городскую кадриль и аристократический менуэт. В его произведениях европейские конструктивистские принципы удачно «подогревались» вулканическим жаром африканской ритмической энергии. По словам известного российского исследователя и пропагандиста джаза, Леонида Переверзева, «Терпин придал регтайму классически строгую форму из четырёх различных, часто контрастирующих по рисунку и настроению частей, логически сочетающихся друг с другом и образующих законченное композиционное целое». Принципы, заложенные Терпином в построение классической формы регтаймовых пьес, были развиты и наиболее творчески применены на практике в творчестве Скотта Джоплина, наиболее трагической, но в то же время самой отважной фигуры в истории регтайма. Музыкальный фон Скотта Джоплина направлял его на развитие регтайма до статуса классической музыки, которую уважали бы в той же степени, что и классику европейского стиля, знакомую ему с детских лет. Подобно Иоганну Штраусу и Джону Филипу Сузе, Скотт Джоплин внёс в популярный стиль свою культуру и формальную структуру, в пределах которой композитор смог создавать то, что в дальнейшем получило известность в качестве классического регтайм-фортепиано. Эта форма состояла из блока четырёх 16-тактных секций AA BB A CC DD, комбинирующих синкопированную мелодию с устойчивым, даже бинарным ритмическим (также называвшимся «boom-chick») сопровождением. Музыкальный издатель Джон Старк, публиковавший произведения Джоплина, был большим сторонником этой формы и иногда сочинял свои собственные рэги. Классическое регтайм-фортепиано (то есть регтайм уровня классической музыки) занимало основное место в его музыкальной печатной продукции. Позже к композиторам компании «Stark and Son» (Старк и сын) примкнули Джеймс Скотт, Джозеф Лэм и Арти Мэттьюз.
Как и все большие художники, Джоплин не ограничивал себя только вышеназванной предпочтительной художественной формой. И до появления регтайма, и после Джоплин сочинял марши и вальсы, включая синкопированный вальс Bethena (1906). Знаменитый регтайм-пианист Юби Блэйк об этих композициях говорил следующее:
«Практически любая синкопированная мелодия, — это регтайм. Мне не важно, является ли эта мелодия „Венгерской рапсодией“ Листа или „Вальсом цветов“ Чайковского (моего любимого композитора)». Это было, конечно, упрощением, и правда состояла в том, что регтайм — это больше, чем синкопа, но в то же время некоторые, очень хорошие регтаймы, не имеют классической формы.
Влияние регтайма на музыку состоит в частичном наличии его характерных признаков в других жанрах. Классические композиторы Чарльз Айвз (Charles Ives), Игорь Стравинский и Дариус Мийо (Darius Milhaud) были очень заинтригованы возможностями, которые открывал регтайм для выражения новых музыкальных идей.
Классический регтайм потерял популярность в 1917 году, когда умер Скотт Джоплин, но сама музыка регтайма не умерла. Джозефу Лэму в период недолгого возрождения регтайма в конце 1950-х удалось издать множество сольных фортепианных регтайм-пьес и песен. Фильм «Конферансье» (The Entertainer) повторно пробудил любовь Америки к регтайму, как и саундтрек кинофильма «Афера» (The Sting) в 1973 году.
Постепенно, по мере проникновения элементов регтайма в мелодии и аккомпанемент музыкальных пьес, он начал своё перерождение в джаз. Поскольку классический регтайм предназначался для исполнения по заранее написанным нотам, его представители также в большей степени стремились к импровизации.
Связующим звеном между регтаймом и джазом стало творчество Джелли Ролл Мортона, который, признавая формальную структурированность регтайма, смог придать ему больше свободы, особенно в басовой линии. Это привело к появлению особой фортепианной техники, получившей известность как stomp piano («топающее фортепиано»).
Развитию регтайма по пути слияния с джазом помогли и другие пионеры фортепианного джаза. Так, Чарльз Давенпорт (Charles (Cow-Cow) Davenport), который одним из первых ввёл в обиход стиль буги-вуги, обучался регтайму, но сделал также записи многих блюзовых композиций. Джеймс П. Джонсон (James P. Johnson) способствовал продвижению регтайма к джазу и блюзу, создав стиль stride piano (шагающее фортепиано). Иные обстоятельства привели Эрла Хайнса и Тэдди Витэрфорда (Teddy Weatherford) к созданию стиля trumpet-piano, а Дюка Эллингтона к его примечательному свинговому стилю.
История регтайма на этом не заканчивается (см., например Терра Верде). 

## Интересные факты
Хит-сингл американской рок-группы Stone Temple Pilots — «Plush» произошёл от увлечения бас-гитариста группы регтаймом, что заметно по структуре, построению песни и её аккордам.

### Даты в развитии регтайма
- 1848 год — становятся популярными менестрели, загримированные под афроамериканцев.
- 1868 год — в Тексаркане, штат Техас родился Скотт Джоплин.
- 1882 год — Скотт Джоплин пробует самостоятельную музыкальную карьеру после смерти матери.
- 1885 год — в Новом Орлеане родился Джелли Ролл Мортон. Джон Старк с сыном основал издательскую компанию.
- 1886 год — в Neosho, штат Миссури родился Джеймс Скотт.
- 1887 год — в Montclair, штат Нью-Джерси родился Джозеф Лэм.
- 1893 год — Чикагская всемирная ярмарка. Исполнители рэгтайма сходятся в Чикаго.
- 1894 год — Скотт Джоплин впервые приезжает в Седалию, где выступает в Maple Leaf Club.
- 1895 год — Бен Харней публикует You’ve Been a Good Old Wagon.
- 1896 год — наряду с coon songs получает большую популярность кейкуок. Бен Харней популяризирует рэгтайм в Нью-Йорке.
- 1897 (январь) год — издан Mississippi Rag Уильяма Крелла. (Декабрь) Издание Harlem Rag Тома Терпина.
- 1899 (март) год — первая публикация рега Скотта Джоплина: Original Rags. (Сентябрь) Maple Leaf Rag Джоплина, изданный в Седалии в честь Maple Leaf Club компанией John Stark and Son, продан в количестве сотни тысяч копий в течение следующих десяти лет.
- 1900 год — Джон Старк и Сын переезжает из Седалии в Сент-Луи.
- 1902 год — Скотт Джоплин издаёт The Entertainer (Конферансье).
- 1903 год — в Сент-Луи Скоттом Джоплином окончена первая регтайм-опера, «Почётный гость».
- 1904 год — Национальное соревнование регтайма на Всемирной ярмарке в Сент-Луи.
- 1905 год — Джон Старк и Сын переезжают в Нью-Йорк.
- 1907 год — Скотт Джоплин переезжает в Нью-Йорк.
- 1911 год — Скотт Джоплин издает следующую регтайм-оперу Treemonisha. Джон Старк и Сын возвращаются в Сент-Луи, подавленные меркантилизмом Востока.
- 1912 год — миссис Уильям Старк (Кэрри Бругджеман) сочиняет They Gotta Quit Kickin' My Dawg Around для обнадеживающей, но в конечном счете неудачной кампании по выборам президента Чемпиона Кларка. Ожидавшийся хит постигает неудача, поскольку кампания Кларка проваливается вместе с Республиканской партией.
- 1917 год — умирает Скотт Джоплин. Впервые в обиходе появляется термин «джаз». Джазовый лоск как упадок регтайма.
- 1935 год — Джон Старк и Сын продают печатный завод, концентрируясь на торговой печати. Лучшая музыкальная линия, продана братьям Мелроз, Чикаго. Многие из неопубликованных работ Джоплина потеряны или разбиты.
- 1938 год — умирают Бен Харней и Джеймс Скотт. Джелли Ролл Мортон делает записи для Библиотеки Конгресса.
- 1941 год — умирает Джелли Ролл Мортон. Начинается кратковременное возрождение регтайма.
- 1960 год — умирает Джозеф Фрэнсис Лэм, намного раньше исполнения своей мечты о его признании знаменитым композитором рэгтайма.
- 1973 год — с переиздания «The Entertainer» Скотта Джоплина в качестве музыкальной темы к кинофильму «Афера» (The Sting) начинается подлинное возрождение регтайма.